# 宇井あきら
宇井 あきら（うい あきら、本名：宇井昶〈読み同じ〉、1921年〈大正10年〉7月26日 - 2009年〈平成21年〉9月1日）は、日本の元作曲家、シャンソン歌手。武蔵野音楽学校声楽科卒業。

## 人物
1955年にシャンソン歌手としてデビュー。『ひるのいこい』（NHKラジオ第一放送）にレギュラー出演するなどの活動をした後に作曲家へ転身し、シャンソンを中心に歌謡曲やテレビドラマの主題歌、或いは東京都内の小学校校歌に至るまで幅広いジャンルの作品を手掛けた。特に菅原洋一が1970年にヒットさせた『今日でお別れ』は其の年の日本レコード大賞を受賞するなどして宇井あきらの代表作となった。
また、宇野ゆう子を始め、後進のシャンソン歌手育成にも熱意を傾けたことでも知られる。
自身の娘も『高原みどり』の芸名で歌手活動をしていたことで知られている。
一方では『宇井あきらとレ・ザマン・ド・ラ・シャンソン』というシャンソングループを主宰し、長年に亘ってチャリティーコンサートを開いていた。
2009年9月1日午前1時27分、肺炎のため死去。88歳没。

## 作曲家としての作品
- 今日でお別れ（1967年、作詞：なかにし礼、歌唱：菅原洋一）
- 江戸川区立鹿本小学校校歌（1960年）

## 歌手としての作品
- 永遠の人（1961年、松竹映画『永遠の人』主題歌）

## 歌唱アルバム
- 『青春が逃げていく』（1997年、キングレコード）